# DK Lacertae
La DK Lacertae o Nova Lacertae 1950 es el nombre que los astrónomos le dieron a la nova aparecida en la constelación de Lacerta, en el año 1950. Disminuyó en brillo a una velocidad moderadamente rápida, mientras mostraba variaciones de luminosidad. Se detectó un débil caparazón alrededor de la fuente en 1995, que muestra un radio de aproximadamente 2.0″–2.5".
DK Lacertae alcanzó un brillo de magnitud 5.0, si bien en publicaciones posteriores se indica que fue de 5,4 e incluso 6,0. Chandra detectó emisiones de rayos X desde la fuente, lo cual es un fenómeno bastante raro, si bien no se observó una variabilidad significativa. En estrellas en quiescencia, estas emisiones pueden tener dos orígenes: la liberación de energía gravitacional a través de la acumulación de material en la enana blanca o por choques adiabáticos en la nova interactuando con el entorno circunestelar. En este caso, se considera que la primera opción tiene mayores posibilidades.